# Onda centenária
Uma onda centenária é uma onda oceânica de superfície estatisticamente projetada cuja altura, em média, é alcançada ou excedida uma vez a cada cem anos numa determinada localidade. A probabilidade dessa altura de onda ser atingida uma vez a cada período de um século é de 63%. Como uma estimativa da mais extrema ondulação que é esperada para ocorrer num determinado corpo de água, a onda centenária é um fator comumente levado em consideração por projetistas de plataformas petrolíferas  e outras estruturas offshore.